# Stephen Cole Kleene
Stephen Cole Kleene (Hatford, 5 januari 1909 – Madison, 25 januari 1994) was een Amerikaans wiskundige en theoretisch informaticus. Hij was een student van Alonzo Church en was een van de eersten die zich bezighield met berekenbaarheidstheorie. Hij bedacht reguliere expressies. Verschillende concepten binnen de theoretische informatica zijn naar hem genoemd, zoals de Kleene-ster.

## Biografie
Kleene werd geboren in Hatford, Connecticut in 1909. Zijn vader, Gustav Adolph Kleene, was hoogleraar in de economie op de plaatselijke universiteit. Zijn moeder, Alice Lena Cole, was dichteres en toneelschrijfster.
In 1930 behaalde Kleene summa cum laude zijn bachelor-graad in wijsbegeerte en wiskunde aan Amherst College. Op voorspraak van Oswald Veblen verhuisde hij daarna naar de Princeton-universiteit, waar hij in 1934 promoveerde onder Alonzo Church, met een proefschrift getiteld A Theory of Positive Integers in Formal Logic. In 1935 kreeg hij een baan op de Universiteit van Wisconsin-Madison. Toen hij in 1941 een promotie misliep, vertrok hij en werd hij hoofddocent in Amherst. Van 1942 tot 1946 had hij onderwijs- en onderzoekstaken bij de Amerikaanse marine, maar daarna keerde hij terug bij de Universiteit van Wisconsin-Madison, waar tot zijn pensioen in 1979 bleef werken.
In 1942 trouwde hij met zijn vrouw Nancy, met wie hij vier kinderen kreeg. In 1970 stierf zijn vrouw, maar hij hertrouwde in 1978. In 1994 stierf hij op 85-jarige leeftijd aan een longontsteking.

## Onderzoek
Kleene deed onderzoek naar de theorie van formele talen en algoritmen en naar recursietheorie, een discipline waarvan hij met Alonzo Church, Alan Turing en Kurt Gödel de grondslagen ontwikkelde. Bovendien was hij zeer geïnteresseerd in het intuïtionisme, een wiskundige grondslagenstroming ontwikkeld door L.E.J. Brouwer. Hij was een belangrijke Amerikaanse aanhanger van deze theorie.